# USS LST-288
O USS LST-288 foi um navio de guerra norte-americano da classe LST que operou durante a Segunda Guerra Mundial.